# William Renshaw
William Charles Renshaw (ur. 3 stycznia 1861 w Royal Leamington Spa, zm. 12 sierpnia 1904 w Swanage) – brytyjski tenisista, zwycięzca Wimbledonu w grze pojedynczej i grze podwójnej.

## Kariera tenisowa
Razem z bratem bliźniakiem Ernestem Renshawem dominował w turnieju wimbledońskim w latach 80. XIX wieku. Gry uczyli się na asfalcie szkolnego podwórka w Cheltenham. Renshawowie, obaj praworęczni, grali ofensywny tenis, jako pierwsi używali smeczu, operowali także atakującym serwisem, a ich gra skupiała się na częstych wypadach do siatki i atakach wolejami. W deblu wprowadzili zasadę ataku w jednej linii, chociaż William Renshaw, jak wynika z jego listu do czasopisma „The Field” z 1883 roku, był zwolennikiem dawnego stylu gry, z jednym partnerem grającym przy siatce i drugim z głębi kortu. Bracia Renshawowie byli uważani za pierwszych graczy, całkowicie angażujących się w tenis (ale pozostających amatorami) – występowali przez niemal cały rok, latem na turniejach angielskich, wiosną i jesienią na francuskiej Riwierze, a w Cannes wybudowali w 1880 roku własny kort.
William Renshaw debiutował w grze pojedynczej na Wimbledonie w 1880 roku, kończąc występ na III rundzie. Od tego czasu poniósł w turnieju dwie porażki, obie z Willoughbym Hamiltonem. Pierwszy tytuł singlowy zdobył w 1881 roku, pokonując w finale turnieju pretendentów (All Comers) Herberta Lawforda, a następnie broniącego tytułu Johna Hartleya. W meczu o tytuł (tzw. challenge round) w 1881 roku Renshaw triumfował 6:0, 6:1, 6:1 w trwającym 37 minut najkrótszym finale w historii Wimbledonu.
W 1881 roku William Renshaw rozpoczął na Wimbledonie serię 14 z rzędu wygranych meczów. Wynik ten pozostał rekordem turnieju przez cały czas obowiązywania regulaminu challenge round, tj. prawa startu w finale kolejnej edycji dla zwycięzcy turnieju, i został poprawiony dopiero w 1936 roku przez Freda Perry’ego. W latach 80. XIX wieku Wimbledon stał się areną rywalizacji przede wszystkim między Williamem Renshawem, jego bratem Ernestem i Herbertem Lawfordem. William Renshaw pokonał w 1882 i 1883 roku w challenge round brata, następnie przez trzy lata z rzędu Lawforda. W 1887 roku nie przystąpił do rywalizacji ze względu na kontuzję łokcia (pierwszy w historii łokieć tenisisty) i tytuł przypadł Lawfordowi, a w 1888 roku uległ w ćwierćfinale Willoughby’emu Hamiltonowi. W 1889 roku Renshaw stanął jeszcze raz do walki o mistrzostwo, zwycięstwo w turnieju pretendentów odnosząc przeciwko Harry’emu S. Barlowowi. Renshaw przegrał dwa pierwsze sety, a potem bronił sześciu piłek meczowych. Przy jednej z nich poślizgnął się i upuścił rakietę, Barlow zaś nie skorzystał z szansy zakończenia meczu, odegrał piłkę wysoko, umożliwiając Renshawowi kontynuację gry. Renshaw obronił meczbola, a w końcowym rozrachunku wygrał również całe spotkanie wynikiem 3:6, 5:7, 8:6, 10:8, 8:6. W challenge round tej edycji Wimbledonu William Renshaw ponownie zmierzył się z bratem, wygrywając w czterech setach. Sięgnął tym samym po siódmy tytuł, a sukces wyrównał w roku 2000 Pete Sampras; więcej razy Wimbledon wygrywał Roger Federer, który w 2017 triumfował po raz ósmy.
W 1890 roku nie udało mu się obronić tytułu, przegrał po raz drugi na Wimbledonie z Willoughbym Hamiltonem. Razem z bratem Ernestem odniósł łącznie siedem zwycięstw deblowych, w tym dwukrotnie w latach 1880–1881, kiedy tenisiści walczyli o tytuły w grze podwójnej na kortach Oksfordu (triumfy w Oksfordzie nie są uwzględniane w oficjalnych statystykach Wimbledonu). Ponadto bracia Renshawowie wygrywali w latach 1884–1886, w 1888 roku i po raz ostatni w 1889 roku. Wspólnie triumfowali także cztery razy w mistrzostwach Irlandii (1881, 1883, 1884, 1885). W grze pojedynczej William Renshaw wygrywał mistrzostwa Irlandii w latach 1880–1882.
W 1887 roku Renshaw został wybrany na pierwszego prezydenta Lawn Tennis Association. W latach 90. nie uczestniczył już w turniejach wimbledońskich, zmarł w wieku 43 lat w 1904 roku. W 1983 roku jego nazwisko (także Ernesta Renshawa) wpisano do Międzynarodowej Tenisowej Galerii Sławy.

### Finały w turniejach wielkoszlemowych

#### Gra pojedyncza (7–1)
| Końcowy wynik | Nr | Data | Turniej           | Nawierzchnia | Przeciwnik          | Wynik finału            |
| ------------- | -- | ---- | ----------------- | ------------ | ------------------- | ----------------------- |
| Zwycięzca     | 1. | 1881 | Wimbledon, Londyn | Trawiasta    | John Hartley        | 6:0, 6:1, 6:1           |
| Zwycięzca     | 2. | 1882 | Wimbledon, Londyn | Trawiasta    | Ernest Renshaw      | 6:1, 2:6, 4:6, 6:2, 6:2 |
| Zwycięzca     | 3. | 1883 | Wimbledon, Londyn | Trawiasta    | Ernest Renshaw      | 2:6, 6:3, 6:3, 4:6, 6:3 |
| Zwycięzca     | 4. | 1884 | Wimbledon, Londyn | Trawiasta    | Herbert Lawford     | 6:0, 6:4, 9:7           |
| Zwycięzca     | 5. | 1885 | Wimbledon, Londyn | Trawiasta    | Herbert Lawford     | 7:5, 6:2, 4:6, 7:5      |
| Zwycięzca     | 6. | 1886 | Wimbledon, Londyn | Trawiasta    | Herbert Lawford     | 6:0, 5:7, 6:3, 6:4      |
| Zwycięzca     | 7. | 1889 | Wimbledon, Londyn | Trawiasta    | Ernest Renshaw      | 6:4, 6:1, 3:6, 6:0      |
| Finalista     | 1. | 1890 | Wimbledon, Londyn | Trawiasta    | Willoughby Hamilton | 8:6, 2:6, 6:3, 1:6, 1:6 |

#### Gra podwójna (5–0)
| Końcowy wynik | Nr | Data | Turniej           | Nawierzchnia | Partner        | Przeciwnicy                            | Wynik finału            |
| ------------- | -- | ---- | ----------------- | ------------ | -------------- | -------------------------------------- | ----------------------- |
| Zwycięzca     | 1. | 1884 | Wimbledon, Londyn | Trawiasta    | Ernest Renshaw | Ernest Lewis Edward Williams           | 6:3, 6:1, 1:6, 6:4      |
| Zwycięzca     | 2. | 1885 | Wimbledon, Londyn | Trawiasta    | Ernest Renshaw | Claude Farrer Arthur Stanley           | 6:3, 6:3, 10:8          |
| Zwycięzca     | 3. | 1886 | Wimbledon, Londyn | Trawiasta    | Ernest Renshaw | Claude Farrer Arthur Stanley           | 6:3, 6:3, 4:6, 7:5      |
| Zwycięzca     | 4. | 1888 | Wimbledon, Londyn | Trawiasta    | Ernest Renshaw | Patrick Bowes-Lyon Herbert Wilberforce | 2:6, 1:6, 6:3, 6:4, 6:3 |
| Zwycięzca     | 5. | 1889 | Wimbledon, Londyn | Trawiasta    | Ernest Renshaw | Ernest Lewis George Hillyard           | 6:4, 6:4, 3:6, 0:6, 6:1 |